# Pina Records
Pina Records ist ein puerto-ricanisches Plattenlabel, welches von Raphy Pina im Jahr 1996 gegründet wurde. Es ist bisher das berühmteste sowie erfolgreichste Musiklabel des Genres Reggaetón, aufgrund seiner langen Vorgeschichte und einer Vielzahl an bekannten Musikern, die bereits mit dem Label gearbeitet haben.
Es gehört zu den Labels Machete Music, Universal Music Latino und Universal Music Group.

## Künstler
- Arcangel
- Lobo
- Plan B
- R.K.M & Ken-Y
- Jalil Lopez
- Natti Natasha

## Produzenten
- Haze
- Los Magnificos
- Mambo Kingz
- Myztiko

## Ehemalige Künstler
- Daddy Yankee
- Don Chezina
- Karel & Voltio
- Lito & Polaco
- Maicol & Manuel
- Master Joe & O.G. Black
- MC Ceja
- Speedy
- Yaviah
- Zion
- Lennox

## Kontroverse
In der Vergangenheit gaben immer häufiger Künstler, die ehemals bei Pina Records unter Vertrag standen an, das Label verlassen zu haben, da sie von diesem zu wenig Unterstützung erhalten hätten und ihre Karrieren nicht gefördert worden wären.

## Veröffentlichungen

### Alben ehemaliger Künstler
- (1999) Masacrando MC’s
- (2000) Francotiradores
- (2001) La Conspiración
- (2001) Dj Blass: Sandunguero
- (2001) Haciendo Escante
- (2001) El Cartel II
- (2001) Mundo Frío
- (2002) Dj Blass: Sandunguero 2
- (2002) Dj Dicky: No Fear 4 - Sin Miedo
- (2002) Francotiradores 2
- (2002) The godfather (album)
- (2002) Yakaleo
- (2003) Dando Cocotazos
- (2003) La Colección
- (2003) La Conspiración 2: La Secuela
- (2003) Pina All-Star
- (2003) Pina...The Company: Los Mas Duros
- (2004) Dj Dicky: No Fear Classics
- (2004) Fuera de Serie
- (2004) Pina All-Star 2
- (2005) Da' Concert Of Reggaeton
- (2005) Fuera de Serie Live
- (2005) Reggaeton Bachatero Non Stop
- (2005) Reggaeton's Best Features

### Alben aktueller Künstler
- (2004) Vida Escante (Nicky Jam)
- (2005) Vida Escante: Special Edition (Nicky Jam)
- (2006) Masterpiece (Rakim & Ken-Y)
- (2007) Masterpiece World Tour (Rakim & Ken-Y)
- (2007) Masterpiece: Commemorative Edition (Rakim & Ken-Y)
- (2007) Los 4 Fantásticos
- (2007) The Black Carpet (Nicky Jam)
- (2008) The Royalty (Rakim & Ken-Y)
- (2009) La Melodia De La Calle Updated (Tony Dize)
- (2009) El De Platino (Cruzito)